# 13. století př. n. l.

## Události
- 1212 př. n. l. – zemřel egyptský panovník 19. dynastie, Ramesse II.
- 1295 př. n. l. – v Egyptě nastupuje 19. dynastie
- 1274 př. n. l. – bitva u Kadeše mezi Chetity a Ramessem II.
- 1269 př. n. l. – Ramesse II. uzavírá mírovou smlouvu s chetitským králem Chattušilem III.

- pravděpodobně někdy v tomto století Egypťané vybudovali předchůdce Suezského průplavu, který propojil Rudé moře s deltou Nilu.

## Významné osobnosti
- Ramesse II. – faraón Egypta
- Mojžíš vedl exodus Židů z Egypta

## Hlavy států
- Babylonie: Nazimaruttaš (†1282), Kadašman-Turgu (†1264), Kadašman-Enlil II. (†1255), Kudur-Enlil I. (†1246), Šagarakti-Šuriaš (†1233), Kaštiliaš IV. (†1225)
- Asýrie: Adad-nárárí I. (†1275), Salmanassar I. (†1245), Tukultí-Ninurta I. (†1208), Aššur-nádin-apli (†1204), Aššur-nirári III.